# Liste des sites Natura 2000 de l'Hérault
Cet article recense les sites Natura 2000 de l'Hérault, en France.

## Statistiques
L'Hérault compte en 2016 cinquante-deux sites classés Natura 2000.
35 bénéficient d'un classement comme site d'intérêt communautaire (SIC), 17 comme zone de protection spéciale (ZPS).

## Liste
- Cours d'eau

1. Vallée de l'Arn
2. Vidourle
3. Lez
4. Cours inférieur de l'Aude
5. Cours inférieur de l'Hérault
6. Gorges de l'Hérault
7. Gorges de la Vis et de la Virenque
8. Gorges de la Vis et cirque de Navacelles
9. Gorges de Rieutord, Fage et Cagnasse

- Étangs et zones humides

1. Étang de Capestang
2. Étang de Mauguio
3. Étang de Thau et lido de Sète à Agde
4. Herbiers de l'étang de Thau
5. Étangs palavasiens et étang de l'Estagnol
6. Mare du plateau de Vendres
7. Grande Maïre
8. Étang du Bagnas
9. Salagou
10. Les Orpellières
11. Carrières de Notre-Dame de l'Agenouillade

- Montagnes et causses

1. Montagne de l'Espinouse et du Caroux
2. Pic Saint-Loup
3. Montagne de la Moure et causse d'Aumelas
4. Crêtes du mont Marcou et des monts de Mare
5. Causse du Larzac
6. Contreforts du Larzac
7. Causses du Minervois

- Grottes

1. Grotte de Julio
2. Grotte de la rivière morte
3. Grotte de la source du Jaur
4. Grotte du Trésor

- Plaines et collines

1. Plateau de Roquehaute
2. Basse plaine de l'Aude
3. Plaine de Fabrègues-Poussan
4. Plaine de Villeveyrac-Montagnac
5. Est et sud de Béziers
6. Collines du Narbonnais
7. Minervois
8. Hautes garrigues du Montpelliérais

- Sites particuliers

1. Corniche de Sète
2. Aqueduc de Pézenas
3. Mines de Villeneuvette

- Sites maritimes

1. Posidonies de la côte palavasienne
2. Posidonies du Cap d'Agde
3. Côtes sableuses de l'infralittoral languedocien
4. Côte languedocienne